# Strachomir
Strachomir – staropolskie imię męskie, złożone z członu Stracho- (od prasł. *strachъ, *strašiti, por. "strach", "straszyć") oraz członu -mir ("pokój, spokój, dobro"). Imię to notowane jest w Polsce od 1386 roku. Jest to jedyne odnotowane staropolskie imię dwuczłonowe o takim pierwszym członie, z wyjątkiem ew. hipotetycznego imienia Strachowit, które zdaniem A. Bańkowskiego można odtworzyć z zachowanej formy Strawit-owa (fem.).
Możliwe staropolskie zdrobnienia: Stracha (masc.), Strachot, Strachota, Strasz, Straszech, Straszek, Straszko.